# Cinclidotus confertus
Cinclidotus confertus är en bladmossart som beskrevs av Michael Lüth 2002. Cinclidotus confertus ingår i släktet Cinclidotus och familjen Cinclidotaceae. Inga underarter finns listade i Catalogue of Life.